# WTA Finals 2021
Finala WTA 2021 este un turneu de tenis feminin care se joacă la Guadalajara, Mexic. Turneul este organizat de Asociația de Tenis pentru Femei (WTA), ca parte a Turului WTA 2021. Este cea de-a 50-a ediție a competiției de simplu și cea de-a 45-a ediție a competiției de dublu. Turneul se desfășoară la Panamerican Tennis Center și participă cele mai bune opt jucătoare la simplu a sezonului și cele mai bune 8 echipe de dublu.
După anularea finalei WTA 2020, turneul a fost programat inițial să aibă loc la Centrul Sportiv Shenzhen Bay din Shenzhen, China, dar din cauza restricțiilor de călătorie din cauza pandemiei de COVID-19 din China continentală, s-a anunțat pe 13 septembrie 2021 că turneul se va muta la Guadalajara. Aceasta este prima dată când Mexicul va găzdui finala WTA. 

## Jucătoare calificate

### Simplu
| # | Jucătoare          | Puncte | Dată calificare |
| - | ------------------ | ------ | --------------- |
| – | Ashleigh Barty     | 6.411  | s-a retras      |
| 1 | Arina Sabalenka    | 4.768  | 20 septembrie   |
| 2 | Barbora Krejčíková | 4.518  | 20 septembrie   |
| 3 | Karolína Plíšková  | 4.036  | 4 octombrie     |
| 4 | Maria Sakkari      | 3.341  | 21 octombrie    |
| 5 | Iga Świątek        | 3.226  | 25 octombrie    |
| 6 | Garbiñe Muguruza   | 3195   | 25 octombrie    |
| 7 | Paula Badosa       | 3112   | 25 octombrie    |
| 8 | Anett Kontaveit    | 3.096  | 31 octombrie    |

## Simplu
Ashleigh Barty a fost campioana ediției trecute (2019), dar s-a retras în această ediție pentru a-și acorda prioritate recuperării și a se pregăti pentru sezonul următor.
Arina Sabalenka, Barbora Krejčíková, Maria Sakkari, Iga Świątek, Paula Badosa și Anett Kontaveit și-au făcut debutul la eveniment, deși Sabalenka și Krejčíková s-au calificat anterior la dublu.
Karolína Plíšková a devenit prima jucătoare de la Ana Ivanovic în 2014 și a treia jucătoare de la introducerea formatului round robin în 2003, care nu a trecut în semifinale după ce a acumulat 2-1 în etapa round-robin.

### Tablou final
|  | Semifinale | Semifinale       | Semifinale | Semifinale      | Semifinale |   |                  | Finală | Finală | Finală | Finală | Finală |  |
|  |            |                  |            |                 |            |   |                  |        |        |        |        |        |  |
|  | 7          | Paula Badosa     | 3          | 3               |            |   |                  |        |        |        |        |        |  |
|  | 7          | Paula Badosa     | 3          | 3               |            |   |                  |        |        |        |        |        |  |
|  | 6          | Garbiñe Muguruza | 6          | 6               |            |   |                  |        |        |        |        |        |  |
|  | 6          | Garbiñe Muguruza | 6          | 6               |            | 6 | Garbiñe Muguruza | 6      | 7      |        |        |        |  |
|  |            |                  |            |                 |            | 6 | Garbiñe Muguruza | 6      | 7      |        |        |        |  |
|  |            |                  | 8          | Anett Kontaveit | 3          | 5 |                  |        |        |        |        |        |  |
|  | 8          | Anett Kontaveit  | 8          | Anett Kontaveit | 3          | 5 | 6                | 3      | 6      |        |        |        |  |
|  | 8          | Anett Kontaveit  |            |                 |            |   |                  |        |        |        |        |        |  |
|  | 4          | Maria Sakkari    | 1          | 6               | 3          |   |                  |        |        |        |        |        |  |

### Grup Chichén Itzá
|   |                 | Sabalenka               | Sakkari                 | Świątek       | Badosa        | RR C–P | Set C–P   | Game C–P    | Clasament |
| 1 | Arina Sabalenka |                         | 6–7(1–7), 7–6(8–6), 3–6 | 2–6, 6–2, 7–5 | 4–6, 0–6      | 1–2    | 3–5 (38%) | 35–44 (44%) | 3         |
| 4 | Maria Sakkari   | 7–6(7–1), 6–7(6–8), 6–3 |                         | 6–2, 6–4      | 6–7(4–7), 4–6 | 2–1    | 4–3 (57%) | 41–35 (54%) | 2         |
| 5 | Iga Świątek     | 6–2, 2–6, 5–7           | 2–6, 4–6                |               | 7–5, 6–4      | 1–2    | 3–4 (43%) | 32–36 (47%) | 4         |
| 7 | Paula Badosa    | 6–4, 6–0                | 7–6(7–4), 6–4           | 5–7, 4–6      |               | 2–1    | 4–2 (67%) | 34–27 (56%) | 1         |

### Grup Teotihuacán
|   |                    | Krejčíková    | Plíšková           | Muguruza           | Kontaveit | RR C–P | Set C–P   | Game C–P    | Clasament |
| 2 | Barbora Krejčíková |               | 6–0, 4–6, 4–6      | 6–2, 3–6, 4–6      | 3–6, 4–6  | 0–3    | 2–6 (25%) | 34–38 (47%) | 4         |
| 3 | Karolína Plíšková  | 0–6, 6–4, 6–4 |                    | 4–6, 6–2, 7–6(8–6) | 4–6, 0–6  | 2–1    | 4–4 (50%) | 33–40 (45%) | 3         |
| 6 | Garbiñe Muguruza   | 2–6, 6–3, 6–4 | 6–4, 2–6, 6–7(6–8) |                    | 6–4, 6–4  | 2–1    | 5–3 (63%) | 40–38 (51%) | 2         |
| 8 | Anett Kontaveit    | 6–3, 6–4      | 6–4, 6–0           | 4–6, 4–6           |           | 2–1    | 4–2 (67%) | 32–23 (58%) | 1         |

Clasamentul este determinat de: 1) Numărul de victorii; 2) Numărul de meciuri; 3) Dacă două jucătoare sunt la egalitate, se va ține cont de meciul direct; 4) Dacă trei jucătoare sunt la egalitate, se ține cont de (a) procentul de seturi câștigate (meciul direct dacă două jucătoare rămân la egalitate), apoi (b) procentul de meciuri câștigate (meciul direct dacă două jucătoare rămân la egalitate), apoi (c) clasamentul WTA

## Dublu
Tímea Babos și Kristina Mladenovic au fost de două ori campioane în edițiile trecute, dar nu au reușit să se califice la turneu.
Grupurile acestei ediții au fost numite după monumentele mexicane El Tajín și Tenochtitlán.
După victoria inițială împotriva lui Fichman și Olmos, perechea Barbora Krejčíková și Kateřina Siniaková au avut certitudinea că vor deveni cel mai bun cuplu al sezonului pentru a doua oară în cariera lor. La începutul turneului, Hsieh Su-wei și Siniaková erau în competiție pentru finalul de an nr. 1 individual. Cea care avansează într-o rundă superioară va ocupa primul loc.

### Tablou final
|  | Semifinale | Semifinale                            | Semifinale | Semifinale                 | Semifinale |   |   | Finală                                | Finală | Finală | Finală | Finală |  |
|  |            |                                       |            |                            |            |   |   |                                       |        |        |        |        |  |
|  | 1          | Barbora Krejčíková Kateřina Siniaková | 3          | 6                          | [10]       |   |   |                                       |        |        |        |        |  |
|  | 1          | Barbora Krejčíková Kateřina Siniaková | 3          | 6                          | [10]       |   |   |                                       |        |        |        |        |  |
|  | 4          | Nicole Melichar-Martinez Demi Schuurs | 6          | 3                          | [6]        |   |   |                                       |        |        |        |        |  |
|  | 4          | Nicole Melichar-Martinez Demi Schuurs | 6          | 3                          | [6]        |   | 1 | Barbora Krejčíková Kateřina Siniaková | 6      | 6      |        |        |  |
|  |            |                                       |            |                            |            |   | 1 | Barbora Krejčíková Kateřina Siniaková | 6      | 6      |        |        |  |
|  |            |                                       | 3          | Hsieh Su-wei Elise Mertens | 3          | 4 |   |                                       |        |        |        |        |  |
|  | 2          | Shuko Aoyama Ena Shibahara            | 3          | Hsieh Su-wei Elise Mertens | 3          | 4 | 2 | 2                                     |        |        |        |        |  |
|  | 2          | Shuko Aoyama Ena Shibahara            |            |                            |            |   |   |                                       |        |        |        |        |  |
|  | 3          | Hsieh Su-wei Elise Mertens            | 6          | 6                          |            |   |   |                                       |        |        |        |        |  |

### Grup El Tajín
|   |                                       | Krejčíková Siniaková | Hsieh Mertens | Guarachi Krawczyk | Fichman Olmos    | RR C–P | Set C–P    | Game C–P    | Clasament |
| 1 | Barbora Krejčíková Kateřina Siniaková |                      | 6–3, 6–1      |                   | 6–4, 6–1         | 2–0    | 4–0 (100%) | 24–9 (73%)  | 1         |
| 3 | Hsieh Su-wei Elise Mertens            | 3–6, 1–6             |               | 7–6(7–3), 6–2     |                  | 1–1    | 2–2 (50%)  | 17–20 (46%) | 2         |
| 6 | Alexa Guarachi Desirae Krawczyk       |                      | 6–7(3–7), 2–6 |                   | 0–6, 6–3, [11–9] | 1–1    | 2–3 (40%)  | 15–22 (41%) | 3         |
| 8 | Sharon Fichman Giuliana Olmos         | 4–6, 1–6             |               | 6–0, 3–6, [9–11]  |                  | 0–2    | 1–4 (20%)  | 14–19 (42%) | 4         |

### Grup Tenochtitlán
|   |                                       | Aoyama Shibahara | Melichar-Martinez Schuurs | Stosur Zhang                 | Jurak Klepač                 | RR C–P | Set C–P   | Game C–P    | Clasament |
| 2 | Shuko Aoyama Ena Shibahara            |                  | 6–4, 7–6(7–5)             | 6–4, 3–6, [7–10]             | 6–0, 6–4                     | 2–1    | 5–2 (71%) | 34–25 (58%) | 1         |
| 4 | Nicole Melichar-Martinez Demi Schuurs | 4–6, 6–7(5–7)    |                           | 6–2, 6–2                     | 6–4, 3–6, [10–2]             | 2–1    | 4–3 (57%) | 32–27 (54%) | 2         |
| 5 | Samantha Stosur Zhang Shuai           | 4–6, 6–3, [10–7] | 2–6, 2–6                  |                              | 7–6(12–10), 6–7(4–7), [5–10] | 1–2    | 3–5 (38%) | 28–35 (44%) | 4         |
| 7 | Darija Jurak Andreja Klepač           | 0–6, 4–6         | 4–6, 6–3, [2–10]          | 6–7(10–12), 7–6(7–4), [10–5] |                              | 1–2    | 3–5 (38%) | 28–35 (44%) | 3         |

Clasamentul este determinat de: 1) Numărul de victorii; 2) Numărul de meciuri; 3) Dacă două jucătoare sunt la egalitate, se va ține cont de meciul direct; 4) Dacă trei jucătoare sunt la egalitate, se ține cont de (a) procentul de seturi câștigate (meciul direct dacă două jucătoare rămân la egalitate), apoi (b) procentul de meciuri câștigate (meciul direct dacă două jucătoare rămân la egalitate), apoi (c) clasamentul WTA